# 太陽能光電產業成長

全球太陽能光電設施因政策鼓勵，加上模組成本下降而能持續成長。全球於2023年新增的發電容量中，中國的佔比有60%。

全球太陽能光電產業成長（英語：growth of photovoltaics）於1992至2023年間呈明顯的指數級模式。這種發電方式從原本小規模的利基市場演變成一種主流。產業在2016年到2022年期間的產能和產量成長率平均約為26%，表示約每隔三年即翻一倍。
當太陽能光電系統首次被當作是種有前景的再生能源技術時，許多政府實施如上網電價補貼政策等鼓勵計劃，以提供經濟誘因來促進投資。這個產業在最初幾年的成長主要是由日本和歐洲的國家推動。由於技術進步和規模經濟等經驗學習曲線效應，導致發電成本大幅下降。多個國家實施的計畫對增加光電部署具有重要作用，例如德國的能源轉型、美國的百萬太陽能屋頂專案（參見加利福尼亞州太陽能發電）以及中國於2011年實施的5年能源生產計劃。太陽能光電從那時起在全球的部署動能強勁，開始與傳統能源進行日益激烈的競爭。到21世紀初，除如小型屋頂太陽能和分散式光電系統外，大型的公用事業級太陽能發電廠也開始興起。到2015年，約有30個國家已達到太陽能發電成本與傳統電力相當的水平，即所謂的併網平價。:9
自太陽能光電板於1950年代以商業化方式生產以來，已有多個國家陸續成為世界上最大的太陽能光電生產國。首先是美國，然後是日本，接下來是德國，而後是中國。
至2022年底，全球累計光電裝置容量已達到約1,185吉瓦(GW，1吉瓦=10億瓦)，供應全球電力需求的6%以上，比2019年約3%的佔比為高。迄2022年，全球有9個國家的太陽能光電發電量佔其國內年用電量的10%以上，而其中於西班牙、希臘和智利3國的佔比已超過17%。
不同官方機構陸續發佈對太陽能光電成長的預測，但往往會低估。國際能源署 (IEA) 在過去幾十年不斷將估值提高，但每次的預測部署量仍遠低於實際上發生的。彭博新能源財經（Bloomberg NEF）預計美國到2030年將新增600吉瓦的光電併網發電容量。IEA估計在高再生能源的情景下，全球到2050年的太陽能光電發電量將達到4.674太瓦（等於4,674吉瓦），其中一半以上將部署在中國和印度，屆時太陽能發電將成為世界上最大的供電來源。

## 光電銘牌發電容量
所謂銘牌容量，為發電廠的峰值功率輸出，以瓦特（簡稱"瓦"）為單位，而kW代表千瓦、MW代表百萬瓦和GW代表吉瓦。由於再生能源的實際電力輸出難以預測，其平均實際發電量通常會明顯低於銘牌容量。為估計平均功率輸出，可將容量乘以適當的容量因子，把不同的發電條件 - 天氣、晝夜、所在緯度、設備維修保養等列入考慮。全球的平均太陽能光電容量因子僅為銘牌容量的11%。此外，峰值功率的定義會因情況而異。對於單一太陽能板，通常指的是直接產生的最大直流電功率；而對於聯網的太陽能光電廠，則可能包括將直流電轉換為交流電的過程，以及在此過程中發生的能量損失。:15:10
風力發電則有不同的特性，例如容量因子較高，約為2015年太陽能光電的4倍。在氣溫較高的國家，太陽能光電與空調用電量會比風力發電有較高的相關性。截至2017年，已有少數公用事業公司開始將日間光電的多餘電力以電池儲存，如此可獲得幾個小時的可調度電量，以緩解通常在日落時發生的鴨子曲線問題（在日落後，由於光電產量急速降低，需要其他發電方式提供的電量會快速上升，約在傍晚中間到達最高峰，因此在實際負載曲線和可調度電源的負載曲線之間會出現如鴨子的輪廓）。

## 目前狀況

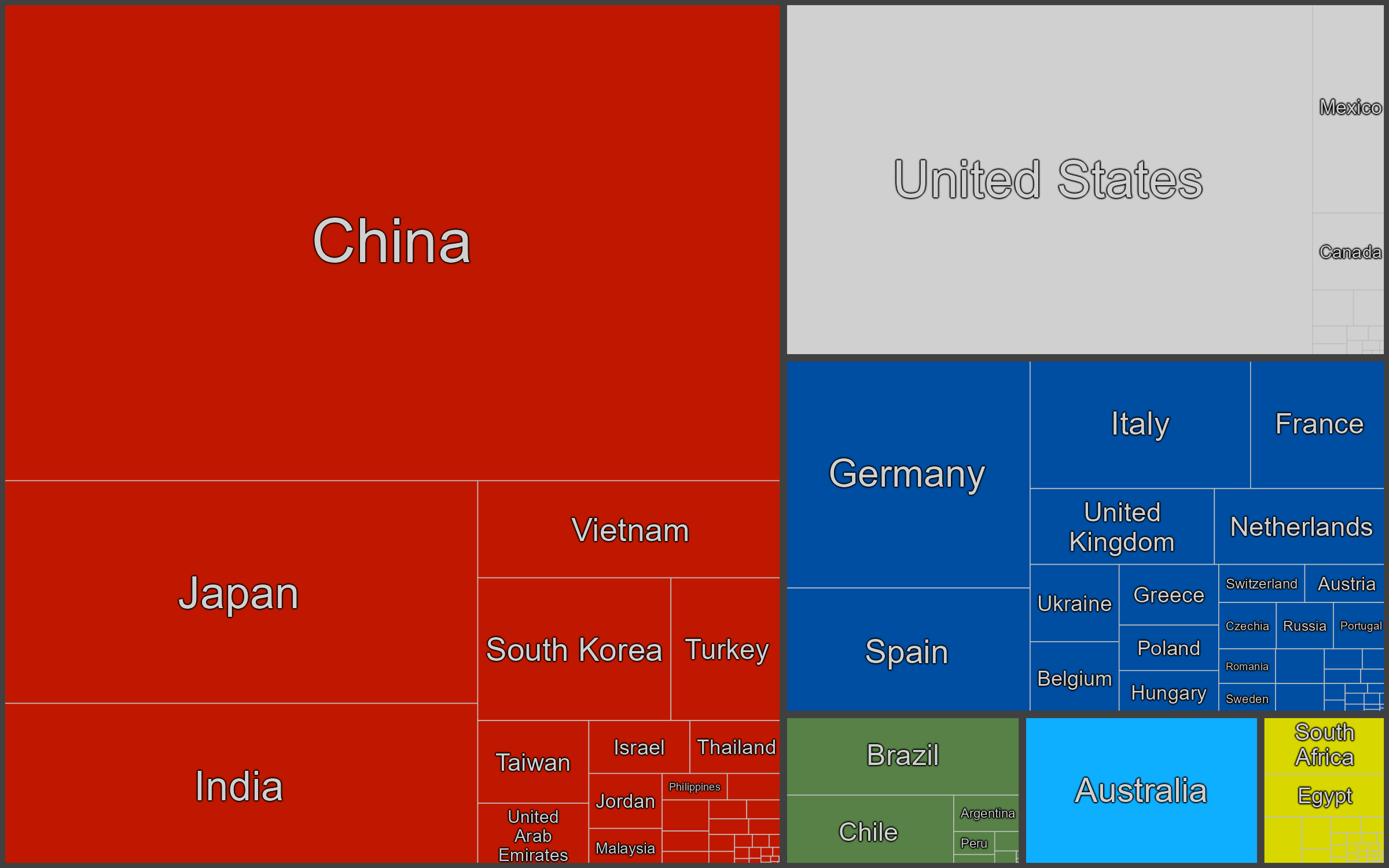
各國光電發電量（2021年）。

全球光電於2022年的總裝置容量增加228吉瓦，新增裝置增加率為24%。截至當年底，全球總裝置容量將超過1,185吉瓦。
亞洲是當年的最大太陽能光電設備裝置區域，佔全球新增容量的60%，佔總裝置容量的60%。光是中國就佔新增容量的40%以上，以及總裝置容量的近40%，但僅佔發電量的30%。
北美洲的光電產量佔世界總量的16%，其中以美國為首。到2022年，北美洲的發電容量因子是各大洲中最高的，達到20%，領先南美洲的16%和全世界平均的14%。
迄2022年，大洋洲的太陽能電力 (39太瓦時) 幾乎全來自澳大利亞，佔世界總量的3%。大洋洲於2022年的太陽能發電於當地總發電量的佔比最高，為12%，領先歐洲的4.9%、亞洲的4.9%及全球的4.6%。

## 主要國家發展史

全球太陽能光電從1996年起的半對數圖成長曲線。

美國多年來一直是裝置太陽能光電板的領導者，於1996年的總裝置容量為77MW，超過當時世界其他國家的容量總和。從1990年代末開始，日本成為全球太陽能發電的領導者。德國於2005年取代日本的領導者地位，該國於2016年太陽能發電容量超過40吉瓦。 而中國於2015年超越德國成為全球最大的光電生產國，並於2017年成為第一個擁有裝置容量超過100吉瓦的國家。於2022年的人均太陽能發電領先國家為澳大利亞、荷蘭和德國。

### 美國 (1954年–1996年)
美國是現代太陽能光電的發明國，裝置容量居世界領導地位多年。於貝爾實驗室服務的美國工程師羅素·歐爾延續以前瑞典和德國工程師的研究工作，於1946年獲得第一個現代太陽能電池的專利。貝爾實驗室也在1954年開發出第一個實用的晶體矽 (c-Si) 電池。霍夫曼電子公司（Hoffman Electronics，參見H·L·霍夫曼) 是1950年代和1960年代矽太陽能電池的領先製造商，該公司將電池效率提高，用於太陽能供電的無線電設備，並裝配於人造衛星先鋒一號上，此為人類史上首個使用太陽能光電的衛星，於1958年發射進入地球軌道。
美國總統吉米·卡特於1977年在白宮安裝太陽能熱水器（後來於隆納·雷根入主白宮後被拆除）以推廣太陽能，並在科羅拉多州戈爾登成立國家可再生能源實驗室（原名太陽能研究所）。在1980年代和1990年代初期，大多數光電組件均用於獨立電力系統或為手錶、計算器和玩具等消費產品供電，但從1995年左右開始，業界越來越集中於開發併網屋頂光電系統和光電發電廠。美國的太陽能光電容量到1996年已有77MW，超過當時世界上任何其他國家。後來才被日本超越。

### 日本 (1997年–2004年)
日本神戶市及周邊在1995年遭到阪神大地震破壞，整個基礎設施於地震後癱瘓，包括依靠電力泵送汽油的加油站。而在同年12月又發生耗資數十億美元的實驗性文殊核電設施發生事故，由於鈉洩漏導致重大火災而被迫關閉（歸類為國際核能事件分級表上的"異常"（anomaly，INES 1））。當負責文殊的半政府機構試圖掩蓋事實，引起公眾憤慨，因而促使該國努力成為全球最大的太陽能光電生產國。日本維持世界光電領域的領先地位到2004年，發電容量達到1,132MW。隨後光電設施部署重點轉往歐洲。

### 德國 (2005年–2014年)
德國的太陽能光電容量於2005年超越日本，成為世界第一。該國在2000年推出《德國再生能源法》，實施上網電價制度，給予再生能源在電網上的優先權，並規定政府必須以固定價格收購再生能源生產的電力，期限長達20年，以確保投資者的回報不受市場價格波動的影響。這項政策具有高度的投資安全性，導致新的光電設施容量在2011年達到高峰，而再生能源技術的投資成本也大幅降低。德國於2016年的光電設施裝置容量已超過40吉瓦。

### 中國（2015年迄今）
中國於2015年底超越德國成為全球最大光電生產國。裝置容量於2016年達34.2吉瓦。 由於上網電價在2015年底迅速降低，促使許多開發商在2016年年中之前設法確保電價 - 他們預計價格會進一步削減（確實發生）。中國在這一年宣佈在下一個五年規劃（2016年-2020年）期間訂立安裝100吉瓦裝置容量的目標。預計中國將在太陽能項目上花費1兆日圓（約當1,450億美金）。中國的光電容量大多建在人口相對稀少的西部地區，而主要電力消費中心位於東部地區（例如上海和北京）。由於缺乏足夠的輸電網路來輸送這些光電廠的電力，中國被迫得削減光電的發電量。

## 市場發展史

### 價格與成本（1977年迄今）
| 電池或模組類型                    | 每千瓦價格 |
| --------------------------------- | ---------- |
| 多晶矽電池(≥18.6%)                | $0.071     |
| 單晶矽電池 (≥20.0%)               | $0.090     |
| G1單晶矽電池 (>21.7%)             | $0.099     |
| M6單晶矽 (>21.7%)                 | $0.100     |
| 275瓦 - 280瓦 (60片串聯) 光電模組 | $0.176     |
| 325瓦 - 330瓦 (72片) 光電模組     | $0.188     |
| 305瓦 - 310瓦光電模組             | $0.240     |
| 315瓦 - 320瓦光電模組             | $0.190     |
| >325瓦 - >385瓦光電模組           | $0.200     |
| 資料來源: EnergyTrend, 2020-07-13 |            |

太陽能電池的每瓦平均價格在2017年之前的幾十年中大幅下降。晶體矽電池在1977年的價格約為每瓦77美元，而2018年8月的平均現貨價格低至每瓦0.13美元，比40年前低上近600倍。薄膜太陽能電池和晶體矽太陽能電池的價格約為每瓦0.60美元。光電模組和電池價格在2014年之後更進一步下降（見表中報價）。
這種價格趨勢被視為支持斯旺森定律（類似摩爾定律中對於集成電路發展的描述）的證據，斯旺森定律指出累計太陽能發電容量每翻一倍，太陽能電池和電池板的每瓦成本就會下降20%。於2015年所做一項研究顯示，每度（千瓦時）電價自1980年以來的每千瓦時產品的價格每年下降10%，並預測全球到2030年的太陽能發電將佔總電力消耗的20%。
以下針對特定國家的數據代表公用事業規模太陽能發電的每千瓦成本，以及2022年每千瓦時的價格，與2010年數據間進行比較。數據來源：國際再生能源總署（IRENA）。
| 國家     | 美元 / 千瓦 2022年 | 美元 / 千瓦時 2022年 | 美元/千瓦時 2010年 | % 下降百分比 |
| -------- | ------------------ | -------------------- | ------------------ | ------------ |
| 澳大利亞 | 923                | 0.041                | 0.453              | -91%         |
| 中國     | 715                | 0.037                | 0.331              | -89%         |
| 法國     | 1,157              | 0.062                | 0.423              | -85%         |
| 德國     | 996                | 0.080                | 0.401              | -80%         |
| 印度     | 640                | 0.037                | 0.376              | -90%         |
| 韓國     | 1,338              | 0.074                | 0.482              | -85%         |
| 西班牙   | 778                | 0.046                | 0.348              | -87%         |
| 美國     | 1,119              | 0.058                | 0.235              | -75%         |

### 光電板技術（1990年迄今）

全球於1980年-2021年期間，不同太陽能光電技術的佔比。

傳統晶體矽 (c-Si) 技術在2017年之前的幾年裡有顯著的進展。在一段嚴重的矽原料短缺時期後，多晶矽價格從2009年開始下跌（詳見下文）。此一情勢加劇非晶矽 (a-Si)、碲化鎘(CdTe) 和銅銦鎵硒 (CIGS) 等商業薄膜光電技術製造商的經營壓力，導致數家曾備受矚目的薄膜公司宣告破產。而同時有來自中國晶矽電池和模組製造商的低價競爭，讓該產業面臨嚴峻挑戰，一些公司被迫連同其專利以低於成本的價格出售。
薄膜光電技術於2013年約佔全球裝置量的9%，而晶體矽（單晶矽和多晶矽）佔91%。 碲化鎘佔全球裝置量5%，而在薄膜市場中有一半以上佔比，銅銦鎵硒和非晶矽各佔全球裝置量的2%。:24–25迄2021年，這種晶體矽佔絕大部分的形式並未改變。
不同太陽能光電技術於2021年的全球佔比。:24,25
- 銅銦鎵硒太陽能電池（英语：copper indium gallium selenide solar cell）技術

銅銦鎵硒 (CIGS) 是此技術所使用半導體材料的統稱。 全球於2015年的最大此種光電生產商之一是日本的Solar Frontier公司，年產量達到吉瓦級的程度。其模組產品的光電轉換效率超過15%。該公司因日本國內的蓬勃光電市場中而受惠，也企圖擴大國際方面的業務。然而一些著名的此類製造商無法跟上傳統晶體矽技術的演進。例如美國Solyndra公司於2011年停止運作，並根據美國破產法第十一章申請破產保護，而同樣為CIGS製造商的Nanosolar則於2013年關門。 失敗並不是因為技術本身的問題，而是因為公司使用有缺陷的產品設計。
- 碲化鎘太陽能光電（英语：Cadmium telluride photovoltaics）技術

美國第一太陽能是碲化鎘技術的領先製造商，建造多個曾為世界上最大的太陽能發電廠，例如位於加利福尼亞州沙漠中的沙漠太陽能光電廠和托巴茲太陽能光電廠，每個電廠的發電容量均為550MW，另有位於澳大利亞的寧干太陽能光電廠（為當時南半球最大的太陽能光電廠）在2015年中期投入運作。碲化鎘是所有量產光電技術中能量回收時間最短者，在條件優越的地區，其回收期甚至可縮短至8個月。:31然而，有家專門生產碲化鎘模組的Abound Solar公司卻於2012年宣告破產。
- 非晶矽技術

曾為全球領先非晶矽技術製造商之一的ECD Solar於2012年在美國密西根州申請破產保護。瑞士製造商OC Oerlikon將其生產微晶矽非晶矽薄膜太陽能疊電池的部門剝離，出售予東京威力科創。其他退出非晶矽薄膜市場的公司有杜邦、BP、Flexcell、Inventux、Pramac、Schuco、Sencera、EPV Solar、NovaSolar（原OptiSolar）和於2010年停產非晶矽組件的中國尚德電力（轉而重點發展晶體矽太陽能面板）。 尚德電力於2013年在中國申請破產保護。

### 矽原料短缺（2005年-2008年）

多晶矽於2004年-2014年的價格走勢。多晶矽於2020年7月的平均售價為6.956美元/公斤。

傳統太陽能電池的原料 - 多晶矽的價格在2000年初期低至每公斤30美元，導致相關廠商沒擴大生產的意願。
然而至2005年卻出現嚴重的矽原料短缺，彼時歐洲政府正計畫將太陽能光電的部署增加75%。而半導體製造商對矽的需求也在成長中。由於半導體產業使用的矽原料數量佔其生產成本的比例小得多，而能以高出太陽能公司的出價購買市場上已有的矽原料。
當時的多晶矽生產商過去曾有過度投資的痛苦經驗，對太陽能應用增長的需求反應遲緩，導致矽原料價格大幅上漲，至每公斤80美元左右，長期合約和現貨價格高達400美元/公斤。 由於矽原料短缺情況嚴峻，產業的電池和組件製造能力被迫閒置約四分之一 - 估計達到777MW。短缺也為矽專業生產者提供資金及開發新技術的動力，也同時引發一些新生產者進入市場。產業的最初行動集中在改進矽的回收利用。之後又開始更努力尋找傳統製程（由西門子早期開發）的替代方案。
由於建造一新的多晶矽工廠需要大約三年的時間，原料短缺情況因此持續到2008年。傳統太陽能電池的價格保持不變甚至略有上升。這在斯旺森定律的價格下降趨勢中呈現一個明顯的"凸起" ，人們擔心這種長期的原料短缺可能會延遲太陽能電力在沒有補貼的情況下與傳統能源進行價格競爭。
而於同時，太陽能產業透過減少晶片厚度和邊角損失、提升每個製程的產量、減少模組損失並提高太陽能板發電效率來降低每生產1瓦電力所需的晶矽克數。最後，多晶矽產量於2009年開始增加，將全球市場原料短缺問題緩解，隨後又發生產能過剩，全球的光電產業價格在此後幾年轉為大幅下跌。

### 矽晶業產能過剩（2009年-2013年）
Template:Thumb
由於多晶矽產業在2009年前後短缺期內大幅擴充產能，導致產品價格跌至每公斤15美元，迫使一些廠商暫停生產，或是選擇退出。當矽價格穩定在每公斤20美元左右後，蓬勃發展的太陽能光電產業有助於消化全球的巨大產能。但光電產業產能過剩現象依然存在。全球於2013年雖有創紀錄的38吉瓦發電容量部署，仍遠低於中國約60吉瓦的年度產能。透過大幅降低太陽能模組價格，雖能緩解產能過剩的壓力，但也導致許多製造商因成本相對過高而難以生存。然而，隨著全球光電部署的加速，供需失衡的狀況有望在未來幾年內得到改善。
國際合作平台 - 國際能源總署光電發電系統計劃（IEA-PVPS）於2014年發布的數據顯示全球太陽能光電模組的產能利用率在2007年因矽料短缺而達到歷史低點，僅為49%。表示當時全球有近半的太陽能板生產線處於閒置狀態。隨後幾年，雖然產能利用率逐漸回升，但截至2013年仍僅恢復至63%，顯示復甦的過程相對緩慢。:47
根據IEA發表，名為《推進清潔技術製造（Advancing Clean Technology Manufacturing ）》的報告，全球太陽能電池和模組製造業目前的利用率約為50%。報告指出全球單單在2023年對新太陽能光電工廠的投資就達到800億美元，是2022年的兩倍。

### 反傾銷稅（2012年迄今）
美國於2012年在提出反傾銷申請並進行調查後，對從中國進口的太陽能光電產品徵收31%至250%的關稅。一年後，歐盟也對從中國進口的太陽能板實施明確的反傾銷和反補貼措施，兩年內平均稅率為47.7%。
中國於此後不久對由美國進口的多晶矽（太陽能電池的生產原料）徵收關稅。中國商務部於2014年1月將漢洛克半導體等美國多晶矽生產商的反傾銷關稅定為57%，而德國瓦克化學和韓國OCI等其他主要生產商受到的影響則小得多。這一切都引起支持者和反對者之間的極大爭議。
美國政府於2024年為保護國內產業，對中國進口商品加徵關稅的範圍不斷擴大。基於在2018年執行的301條款，太陽能電池、汽車電池等產品的進口關稅均有所提高。特別是太陽能電池，關稅稅率從25%調升至50%。

## 發電裝置部署歷史

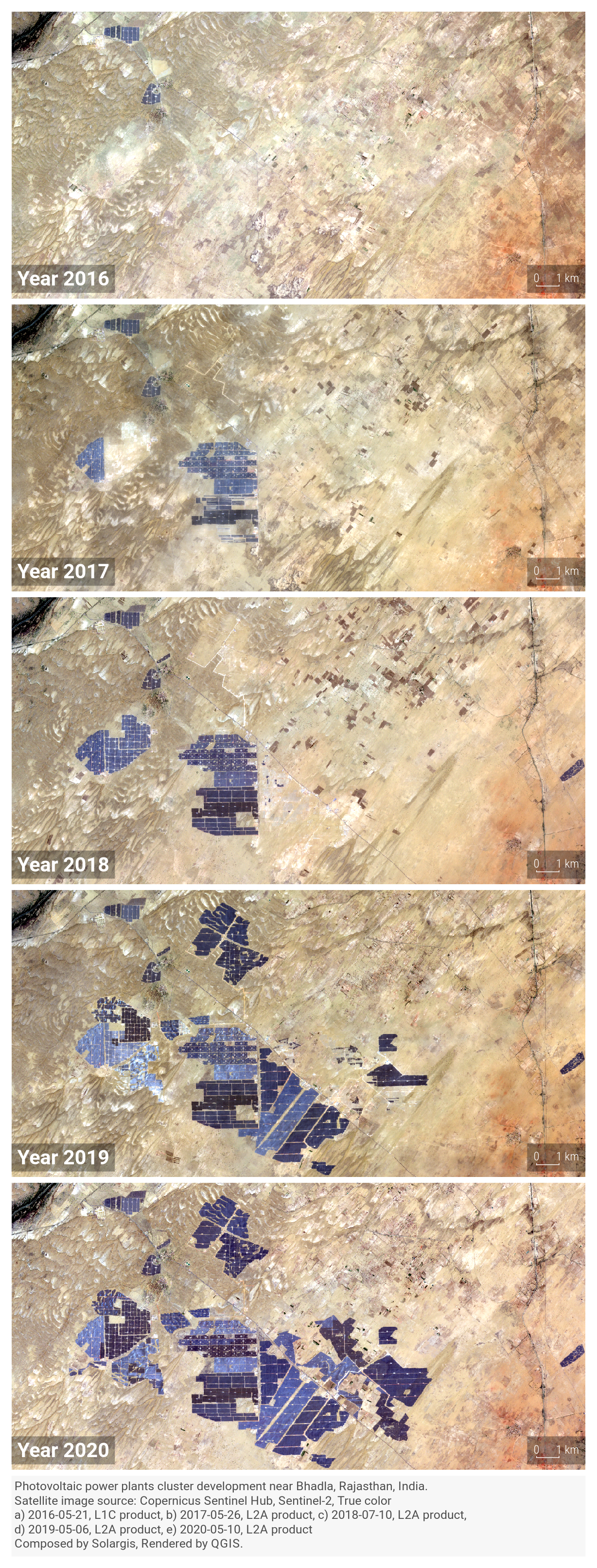
由地球觀測衛星哨兵2號拍攝的相片，顯示印度巴德拉太陽能園區於2016年-2020年期間的建設進度。

自1990年代初開始，全球、區域和各國的太陽能光電部署都有詳細記錄。雖然全球光電容量持續成長，但各國的部署數據卻更具動態性，因為它們在很大程度上取決於國家政策。許多組織每年都會發布有關光電部署的綜合報告。其中包括年度和累積部署的發電容量（通常以銘牌容量表達）、詳盡分類報告以及對未來趨勢的深入分析和預測。
| 年份(a)                                                                                                | 發電廠名稱                                          | 國家   | 銘牌發電容量 百萬瓦（MW） |
| --- | --------------------------------------------------- | ------ | ------------------------- |
| 1982                                                                                                   | Lugo(位於加利福尼亞州)                              | 美國   | 1                         |
| 1985                                                                                                   | 卡里佐平原（Carrizo Plain，位於加利福尼亞州）       | 美國   | 5.6                       |
| 2005                                                                                                   | 巴伐利亞太陽能園區 (米爾豪森)                       | 德國   | 6.3                       |
| 2006                                                                                                   | 埃爾拉澤太陽能園區                                  | 德國   | 11.4                      |
| 2008                                                                                                   | 奧爾梅迪利亞太陽能光電園區                          | 西班牙 | 60                        |
| 2010                                                                                                   | 薩尼亞太陽能光電廠                                  | 加拿大 | 97                        |
| 2011                                                                                                   | 格爾木太陽能光伏電站                                | 中國   | 200                       |
| 2012                                                                                                   | 阿瓜卡連特太陽能項目                                | 美國   | 290                       |
| 2014                                                                                                   | 托帕茲太陽能發電廠(b)                               | 美國   | 550                       |
| 2015                                                                                                   | 龍羊峽水庫太陽能光電廠                              | 中國   | 850                       |
| 2016                                                                                                   | 騰格里沙漠太陽能園區                                | 中國   | 1547                      |
| 2019                                                                                                   | 帕瓦加達太陽能發電園區                              | 印度   | 2050                      |
| 2020                                                                                                   | 巴德拉太陽能園區                                    | 印度   | 2245                      |
| 2024                                                                                                   | 新疆維吾爾自治區米東太陽能園區（Midong Solar Park） | 中國   | 3500                      |
| 另請參見世界太陽能光電發電廠列表及太陽能光電發電廠#知名電廠 (a)最終啟動年份(b)除另有說明，皆指交流電。 |                                                     |        |                           |

### 在不同年份中的成長
- annual deployment
- 2023 estimate

  自2002起部署的發電容量 

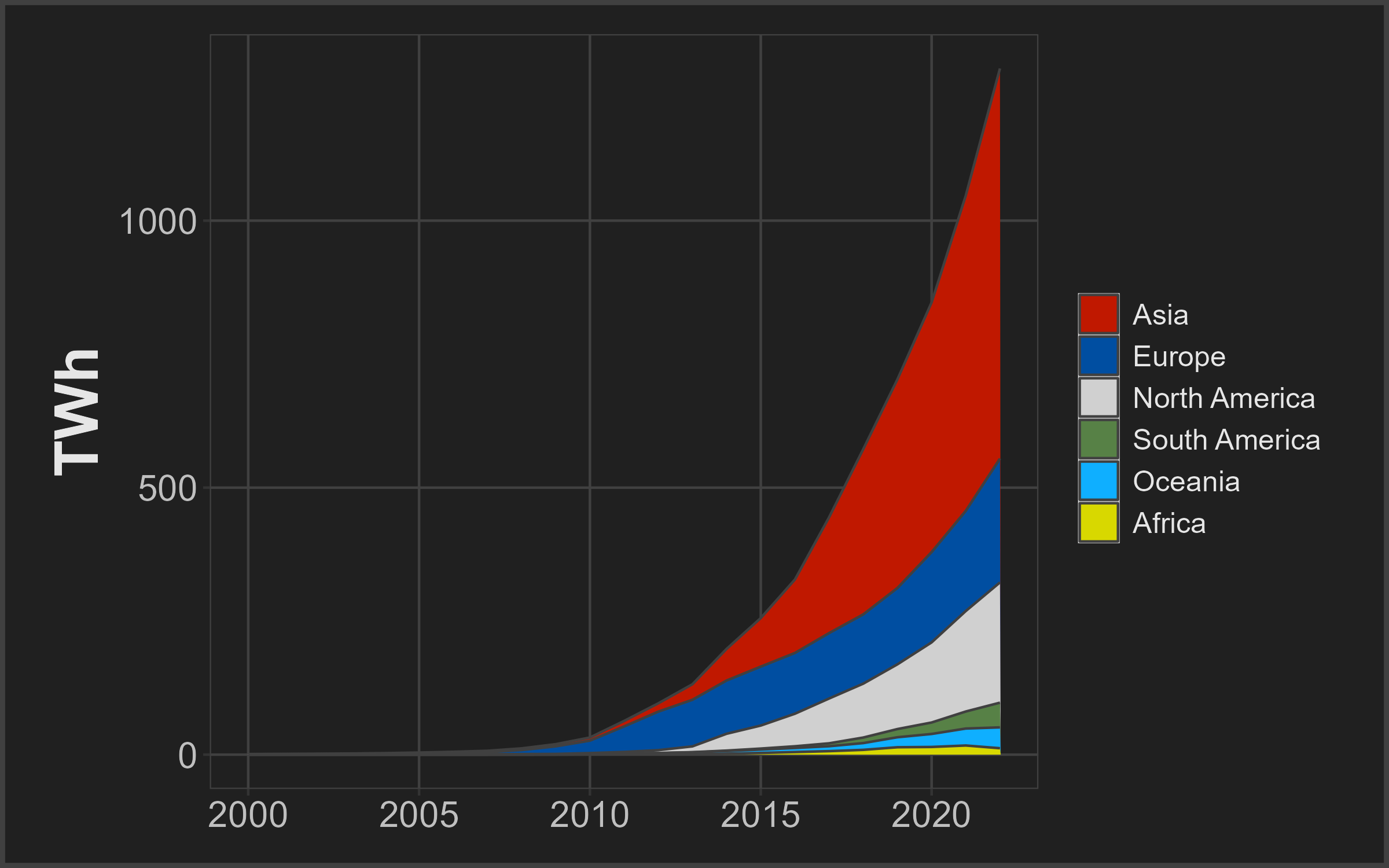
全球各洲在各年的太陽能光電發電量。

全球太陽能光電價格已達併網平價的區域分佈圖。
在2014年已達併網平價
在2014年之後達成併網平價
只在電網尖峰價格時達成併網平價
美國將達成併網平價的各州
資料來源: 德意志銀行 (2015年2月）

Number of countries with PV
 capacities in the gigawatt-scale
- | 2021 | 阿根廷          | 巴基斯坦    | 哈萨克斯坦 |                  |
| 2020 | 葡萄牙          | 约旦        | 瑞典       | 马来西亚         |
| 2019 | 俄罗斯 · 匈牙利 | 丹麦 · 越南 | 波兰       | 阿拉伯联合酋长国 |
| 2018 | 墨西哥          | 埃及        | 乌克兰     |                  |
| 2017 | 菲律宾          | 土耳其      | 以色列     | 巴西             |
| 2016 | 智利            | 奥地利      |            |                  |
| 2015 | 臺灣地區        | 巴基斯坦    | 南非       |                  |
| 2014 | 泰国            | 荷兰        | 瑞士       |                  |
| 2013 | 加拿大          | 羅馬尼亞    |            |                  |
| 2012 | 保加利亚        | 希腊        | 印度       | 英国             |
| 2011 | 澳大利亚        | 中国        |            |                  |
| 2010 | 比利时          | 捷克        | 法國       |                  |
| 2009 | 義大利          |             |            |                  |
| 2008 | 西班牙          | 美国        |            |                  |
| 2004 | 日本            | 德国        |            |                  |

- | 2022 | 波兰     |      |      |      |
| 2021 | 巴西     |      |      |      |
| 2020 | 西班牙   | 越南 | 法國 | 荷兰 |
| 2019 | 大韩民国 |      |      |      |
| 2018 | 澳大利亚 |      |      |      |
| 2017 | 印度     |      |      |      |
| 2016 | 英国     |      |      |      |
| 2013 | 美国     | 日本 | 中国 |      |
| 2011 | 義大利   |      |      |      |
| 2010 | 德国     |      |      |      |

- | 2021 | [ 71 ] |  |  |  |
| 2017 | 中国   |  |  |  |

全球於2000年至2022年期間的太陽能發電量平均每年增長37%，每2.2年翻一倍。同期的容量因子從10%增加到14%。下表中資料來自能源智庫EMBER（於2024年發佈），早期資料來自BP（於2014年發佈）。
| Year      | 發電 太瓦時 | % 全球發電量佔比 | 裝置容量 吉瓦 | %光電裝置容量 增長 | 光電裝置發電 容量因子 |
| --------- | ----------- | ---------------- | ------------- | ------------------ | --------------------- |
| BP數據    |             |                  |               |                    |                       |
| 1989年    | 0.3         |                  |               |                    |                       |
| 1990年    | 0.4         |                  |               |                    |                       |
| 1991年    | 0.5         |                  |               |                    |                       |
| 1992年    | 0.5         |                  |               |                    |                       |
| 1993年    | 0.6         |                  |               |                    |                       |
| 1994年    | 0.6         |                  |               |                    |                       |
| 1995年    | 0.6         |                  |               |                    |                       |
| 1996年    | 0.7         |                  | 0.3           |                    |                       |
| 1997年    | 0.7         |                  | 0.4           | 37%                |                       |
| 1998年    | 0.8         |                  | 0.6           | 34%                |                       |
| 1999年    | 0.9         |                  | 0.8           | 43%                |                       |
| EMBER數據 |             |                  |               |                    |                       |
| 2000年    | 1.1         | 0.01             | 1.2           |                    | 10%                   |
| 2001年    | 1.4         | 0.01             | 1.5           | 20%                | 11%                   |
| 2002年    | 1.7         | 0.01             | 1.8           | 24%                | 11%                   |
| 2003年    | 2.1         | 0.01             | 2.4           | 28%                | 10%                   |
| 2004年    | 2.8         | 0.02             | 3.4           | 46%                | 9%                    |
| 2005年    | 4.0         | 0.02             | 5.0           | 44%                | 9%                    |
| 2006年    | 5.4         | 0.03             | 6.5           | 31%                | 9%                    |
| 2007年    | 7.3         | 0.04             | 9.0           | 38%                | 9%                    |
| 2008年    | 11.9        | 0.06             | 15.3          | 70%                | 9%                    |
| 2009年    | 19.8        | 0.10             | 23.6          | 55%                | 9%                    |
| 2010年    | 32.2        | 0.15             | 41.6          | 76%                | 9%                    |
| 2011年    | 63.6        | 0.29             | 73.9          | 78%                | 10%                   |
| 2012年    | 97.0        | 0.43             | 104.2         | 41%                | 11%                   |
| 2013年    | 132.0       | 0.57             | 141.4         | 36%                | 11%                   |
| 2014年    | 197.7       | 0.83             | 180.8         | 28%                | 13%                   |
| 2015年    | 256.0       | 1.07             | 229.1         | 27%                | 13%                   |
| 2016年    | 328.1       | 1.33             | 301.2         | 31%                | 12%                   |
| 2017年    | 445.2       | 1.75             | 396.3         | 32%                | 13%                   |
| 2018年    | 574.1       | 2.17             | 492.6         | 24%                | 13%                   |
| 2019年    | 704.8       | 2.63             | 595.5         | 21%                | 13%                   |
| 2020年    | 853.7       | 3.20             | 728.4         | 22%                | 13%                   |
| 2021年    | 1048.5      | 3.72             | 873.9         | 20%                | 14%                   |
| 2022年    | 1315.9      | 4.56             | 1073.1        | 23%                | 14%                   |

## 外部連結
- IEA–International Energy Agency, Publications （页面存档备份，存于）
- IEA–PVPS, IEA's Photovoltaic Power System Programme （页面存档备份，存于）
- NREL–National Renewable Energy Laboratory, Publications （页面存档备份，存于）
- FHI–ISE, Fraunhofer Institute for Solar Energy Systems
- APVI–Australian PV Institute （页面存档备份，存于）
- EPIA–European Photovoltaic Industry Association （页面存档备份，存于）
- SEIA–Solar Energy Industries Association （页面存档备份，存于）
- CanSIA–Canadian Solar Industries Association （页面存档备份，存于）
- YouTube上的Presentation – Cost analysis of current PV production, PV learning curve – UNSW, Pierre Verlinden, Trina Solar

Template:各國太陽能發電Template:Solar power by country